# 南城寧都戰鬥
南城寧都戰鬥發生於1931年7月1－26日，地點則是在中國贛南。是第一次国共内战主要戰鬥之一。在此戰鬥中，擁有絕對優勢兵力的国民革命军始終无法發現到红军主力。直至戰鬥末了，共軍陣亡雖二千人，但主力已順利退出南城及寧都兩戰區，並绕道开往兴国縣。